# Réaux sur Trèfle
Réaux sur Trèfle ist eine französische Gemeinde mit 773 Einwohnern (Stand: 1. Januar 2022) im Département Charente-Maritime in der Region Nouvelle-Aquitaine. Sie gehört zum Kanton Jonzac und zum gleichnamigen Arrondissement. 
Sie entstand mit Wirkung vom 1. Januar 2016 als Commune nouvelle durch die Zusammenlegung der bisherigen Gemeinden Réaux, Moings und Saint-Maurice-de-Tavernole. Der Verwaltungssitz befindet sich im Ort Réaux. Den ehemaligen Gemeinden wurde der Status einer Commune déléguée nicht zuerkannt.

## Gliederung
| Ortsteil                   | ehemaliger INSEE-Code | Fläche (km²) | Einwohnerzahl (2013) |
| -------------------------- | --------------------- | ------------ | -------------------- |
| Moings                     | 17238                 | 7,57         | 180                  |
| Réaux (Verwaltungssitz)00  | 17295                 | 8,96         | 476                  |
| Saint-Maurice-de-Tavernole | 17371                 | 3,92         | 136                  |

## Lage
Nachbargemeinden sind Neuillac im Nordwesten, Sainte-Lheurine im Norden, Arthenac im Nordosten, Allas-Champagne im Osten, Meux im Südosten, Champagnac im Süden, Jonzac im Südwesten und Saint-Germain-de-Lusignan im Westen.

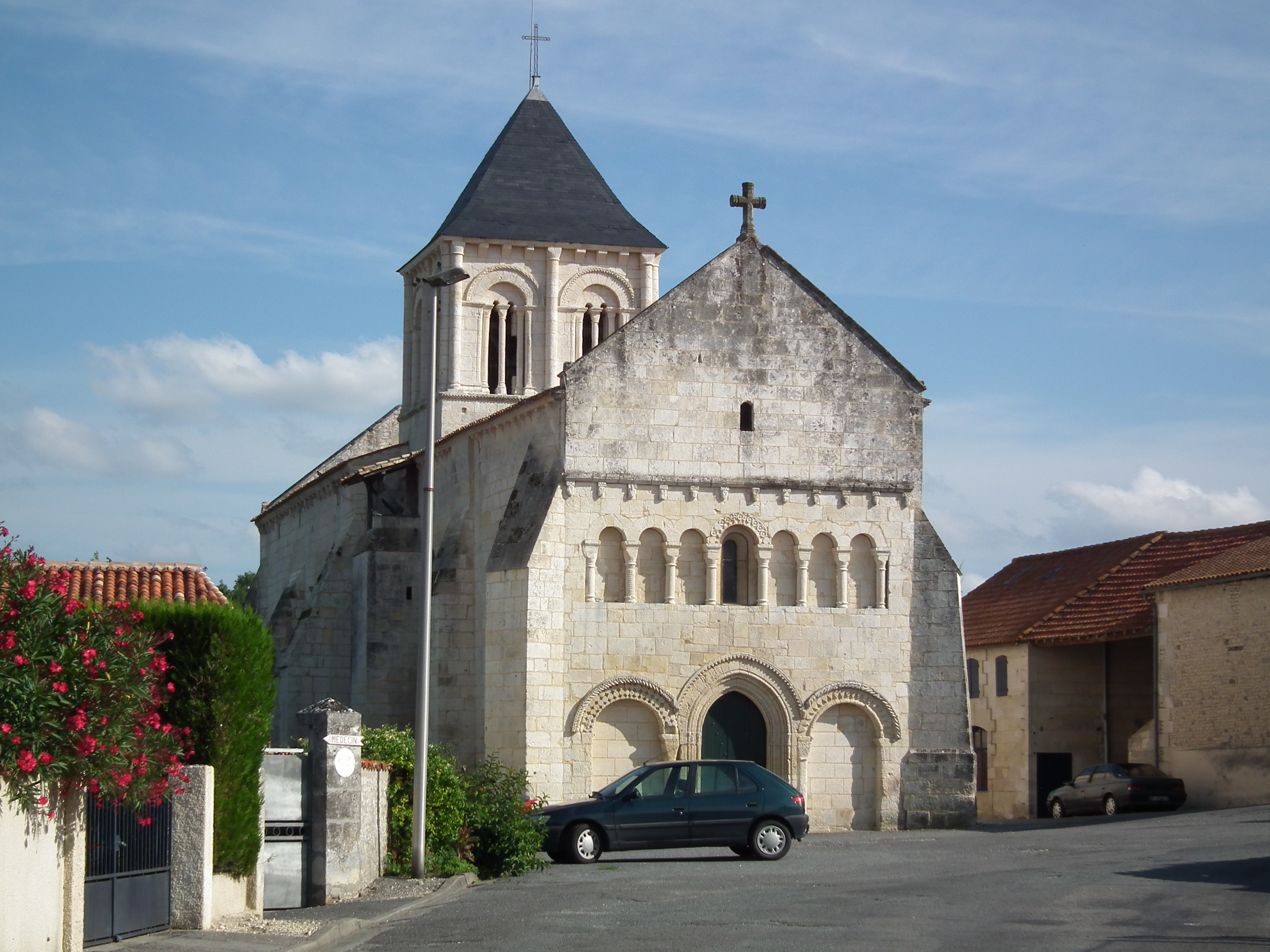
Kirche Saint-Vincent, Monument historique